# Welterbe in Südkorea

Zum Welterbe in Südkorea gehören (Stand 2023) 17 UNESCO-Welterbestätten, darunter 15 Stätten des Weltkulturerbes und zwei Stätten des Weltnaturerbes. Der ostasiatische Staat Südkorea ist 1988 der Welterbekonvention beigetreten, die ersten drei Welterbestätten wurden 1995 in die Welterbeliste aufgenommen. Die bislang letzte Welterbestätte wurde 2025 eingetragen.

## Welterbestätten
Die folgende Tabelle listet die UNESCO-Welterbestätten in Südkorea in chronologischer Reihenfolge nach dem Jahr ihrer Aufnahme in die Welterbeliste (K – Kulturerbe, N – Naturerbe, K/N – gemischt, (G) – auf der Liste des gefährdeten Welterbes).
| Bild                                            | Bezeichnung                                                                                             | Jahr | Typ | Ref. | Beschreibung |
| ----------------------------------------------- | --- | ---- | --- | ---- | --- |
| (weitere Bilder)                                | Seokguram-Grotte und Tempel von Bulguksa                                                                | 1995 | K   | 736  | Die Seokguram-Grotte (Lage) mit ihrer Buddha-Statue und der Bulguksa-Tempel (Lage) mit seiner Holzarchitektur und Steinterrassen in Gyeongju, der Hauptstadt des Silla-Reiches, sind herausragende Beispiele der buddhistischen religiösen Architektur als materieller Ausdruck des buddhistischen Glaubens. |
| (weitere Bilder)                                | Janggyeong Panjeon im Haeinsa-Tempel, Aufbewahrungsort der Holzdruckstöcke der Tripitaka Koreana (Lage) | 1995 | K   | 737  | Das Janggyeong Panjeon im Haeinsa-Tempel ist Aufbewahrungsort von etwa 80.000 Holztafeln der Tripitaka Koreana, die zum Drucken von buddhistischen Schriften verwendet wurden. Sie bilden die vollständigste und genaueste Textsammlung buddhistischer Lehrtexte in der Welt. Die Aufbewahrungsgebäude wurden speziell für die natürliche Belüftung entwickelt und stimmen Temperatur und Feuchtigkeit ab, um die Holztafeln vor dem Verfall zu bewahren. |
| (weitere Bilder)                                | Jongmyo-Schrein (Lage)                                                                                  | 1995 | K   | 738  | Der Jongmyo-Schrein ist ein konfuzianischer Ahnenschrein in Seoul. Er dient dem Gedenken an die Ahnen der Herrscher aus der Joseon-Dynastie. Der Schrein wurde 1394 unter König Taejo, dem ersten König der Dynastie, errichtet und seither mehrmals erweitert. Nach seiner Zerstörung im Imjin-Krieg wurde er 1601 wiederaufgebaut. Die traditionellen Rituale der Ahnenverehrung, begleitet von Musik und Tanz, werden als Jongmyo jerye jährlich weiter praktiziert, sie gehören zum Immateriellen Kulturerbe Südkoreas. |
| (weitere Bilder)                                | Palastkomplex Changdeokgung                                                                             | 1997 | K   | 816  | Der Changdeokgung-Palast ist einer von fünf noch erhaltenen Königspalästen aus der Joseon-Dynastie in Seoul. Er wurde zwischen 1405 und 1412 von König Taejong als zweiter Palast neben dem Gyeongbokgung, der eigentlichen Hauptresidenz der Joseon-Dynastie, errichtet. Der Palast ist ein außergewöhnliches Beispiel für fernöstliche Palastarchitektur und -gestaltung, bei der öffentliche und Wohngebäude in ihre natürliche Umgebung integriert und mit ihr harmonisiert wurden. |
| (weitere Bilder)                                | Festung Hwaseong (Lage)                                                                                 | 1997 | K   | 817  | Die Festung Hwaseong in Suwon wurde Ende des 18. Jahrhunderts auf Befehl des Königs Jeongjo erbaut. Sie besteht aus 44 einzelnen Bauwerken, die einer 5,7 km langen und bis zu 7 m hohen Mauer umgeben sind. Vier Bauwerke mit Toren ermöglichten den Zugang aus allen vier Himmelsrichtungen. Die Festung stellt die Spitze der Militärarchitektur des 18. Jahrhunderts dar und zeigt wichtige Entwicklungen im Bauwesen und in der Verwendung von Materialien, die den Austausch wissenschaftlicher und technischer Errungenschaften zwischen Ost und West widerspiegeln. |
| Cheomseongdae-Observatorium (weitere Bilder)    | Historische Stätten von Gyeongju (Lage)                                                                 | 2000 | K   | 976  | Herausragende Beispiele der koreanischen buddhistischen Kunst in Form von Skulpturen, Reliefs, Pagoden und den Überresten von Tempeln und Palästen in Gyeongju, der Hauptstadt des Silla-Reiches, insbesondere aus dem 7. und 10. Jahrhundert, darunter u. a.: der Berg Namsan mit buddhistischen Tempeln, Steinstatuen, Pagoden und Steinlaternen, der Banwolseong-Palast, der Donggung-Palast mit dem Wolji-Teich, das Cheomseongdae-Observatorium, der Wald von Gyerim, die Hügelgräbergruppen Daereungwon, Noseori, Nodongri und Oreong, der Bunhwangsa-Tempel sowie die Ruinen des Hwangnyongsa-Tempels und der Bergfestung Myeonghwal.                                           |
| (weitere Bilder)                                | Dolmenstätten von Gochang, Hwasun und Gangwha                                                           | 2000 | K   | 977  | Die Dolmenstätten von Gochang (Lage), Hwasun (Lage) und Ganghwa (Lage) umfassen mehrere Areale, an denen Dolmen aus prähistorischer Zeit in unterschiedlichsten Variationen und in einer besonders hohen Dichte gefunden wurden, die außergewöhnlich sind in Korea und in der Welt. Sie geben Zeugnis für das globale prähistorische technologische und soziale Phänomen, das im 2. und 3. Jahrtausend v. Chr. zu dem Auftreten von Grab- und Ritualmonumenten führte, die aus großen Steinen aufgebaut sind („Megalith-Kultur“). |
| (weitere Bilder)                                | Jeju-Vulkaninsel und Lavatunnel (Lage)                                                                  | 2007 | N   | 1264 | Drei Naturobjekte auf der Vulkaninsel Jejudo, die neben ihrer herausragenden ästhetischen Schönheit auch Zeugnis für die Geschichte des Planeten sind und zum Verständnis des globalen Vulkanismus beitragen: der Schildvulkan Hallasan im Zentrum der Insel, das Geomunoreum-Lavaröhrensystem im Nordosten und der vor der Ostküste im Meer liegende Tuffkegel Seongsan Ilchulbong. |
| (weitere Bilder)                                | Königsgräber der Joseon-Dynastie                                                                        | 2009 | K   | 1319 | Die Königsgräber der Joseon-Dynastie sind durch die Prinzipien des Pungsu geprägt und bieten ein herausragendes Beispiel für einen Typ von Ensemble aus Architektur und Landschaft, das ein bedeutendes Stadium der Entwicklung von Grabhügeln im Zusammenhang mit koreanischen und ostasiatischen Gräbern darstellt. In 18 Arealen, die meisten davon im Umland von Seoul, liegen 40 Grabstätten von Königen und Königinnen aus der Joseon-Zeit. |
| Hahoe (weitere Bilder)                          | Historische Dörfer Koreas: Hahoe und Yangdong                                                           | 2010 | K   | 1324 | Die historischen Dörfer Hahoe (Lage) und Yangdong (Lage) wurden im 14.–15. Jahrhundert gegründet und bis zum späten 18. und 19. Jahrhundert zu ihrem heutigen Umfang und ihrer heutigen Zusammensetzung erweitert. Sie gelten als die beiden repräsentativsten Vertreter historischer Klan-Dörfer aus der frühen Joseon-Dynastie. |
| (weitere Bilder)                                | Namhansanseong                                                                                          | 2014 | K   | 1439 | Die im 17. Jahrhundert als Nothauptstadt für die Joseon-Dynastie entworfene Bergfestung Namhansanseong liegt 15 Kilometer südöstlich von Seoul. Sie ist ein herausragendes Beispiel für eine befestigte Stadt und enthält innerhalb ihrer befestigten Mauern Zeugnisse für verschiedene Arten von militärischen, zivilen und religiösen Gebäuden. |
| Festung Gongsanseong (weitere Bilder)           | Historische Stätten der Baekje                                                                          | 2015 | K   | 1477 | Acht Kulturstätten aus der Spätzeit des Königreichs Baekje (475 bis 660 n. Chr.) in oder bei ehemaligen Hauptstädten des Königreichs: Ungjin, (heute Gongju), Sabi (heute Buyeo-eup) und Iksan geben Zeugnis für den kulturellen Austausch zwischen den alten Königreichen in Korea, China und Japan sowie für die Verbreitung des Buddhismus in Ostasien. Im Einzelnen sind dies die Festung Gongsanseong, die Königsgräber von Songsan-ri, die Archäologische Stätte von Gwanbuk-ri mit der Festung Busosanseong, die Tempelanlage Jeongnimsa, die Königsgräber von Neungsan-ri, der Stadtwall von Naseong, die Archäologische Stätte von Wanggung-ri und die Tempelanlage Mireuksa. |
| Sansa, buddhistische Bergklöster in Korea       | Sansa, buddhistische Bergklöster in Korea                                                               | 2018 | K   | 1562 | Sieben traditionelle Tempel: Beopjusa, Bongjeongsa, Buseoksa, Daeheungsa, Magoksa, Seonamsa und Tongdosa |
| Seowon, koreanische neokonfuzianische Akademien | Seowon, koreanische neokonfuzianische Akademien                                                         | 2019 | K   | 1498 | umfasst neun Seowon, d. h. konfuzianische Akademien. Drei weitere Seowon sind bereits Bestandteil der 2010 in die Welterbeliste aufgenommenen Kulturerbestätte Historische Dörfer Hahoe und Yangdong. |
| Getbol, die koreanischen Wattflächen            | Getbol, die koreanischen Wattflächen (Lage)                                                             | 2021 | N   | 1591 | eines der größten Wattenmeere der Welt |
| Grabhügel in Changnyeong (weitere Bilder)       | Gaya-Hügelgräber                                                                                        | 2023 | K   | 1666 | Das Welterbe umfasst 7 Cluster von Grabhügeln aus der Zeit der Konföderation Gaya: Daeseong-dong-Tumuli in Gimhae, Marisan-Tumuli in Haman-gun, Okjeon-Tumuli in Hapcheon-gun, Jisan-dong-Tumuli in Goryeong-gun, Songhak-dong-Tumuli in Goseong-gun, Gyo-dong- und Songhyeon-dong-Tumuli in Changnyeong-gun, Yugok-ri- und Durak-ri-Tumuli in Namwon |
| Felsbilder am Lauf des Bangucheon               | Felsbilder am Lauf des Bangucheon                                                                       | 2025 | K   | 1740 | Felszeichnungen aus der Jungsteinzeit bis ins neunte nachchristliche Jahrhundert. Dargestellt sind unter anderem Tiere und Jagdszenen. Umfasst die Petroglyphen von Bangudae und Cheonjeon. Erfüllte Kriterien für Weltkulturerbe: i., iii. |

## Tentativliste
In der Tentativliste sind die Stätten eingetragen, die für eine Nominierung zur Aufnahme in die Welterbeliste vorgesehen sind. Mit Stand 2025 sind 13 Stätten in der Tentativliste von Südkorea eingetragen, die letzte Eintragung erfolgte im Mai 2023. Die folgende Tabelle listet die Stätten in chronologischer Reihenfolge nach dem Jahr ihrer Aufnahme in die Tentativliste.
| Bild | Bezeichnung | Jahr | Typ | Ref. | Beschreibung |
| --- | --- | ---- | --- | ---- | --- |
| Kangjingun-Brennstätten | Kangjingun-Brennstätten | 1994 | K   | 385  | 188 Stätten |
| Seoraksan-Nationalpark | Seoraksan-Nationalpark | 1994 | N   | 386  | Der Seoraksan-Nationalpark ist Rückzugsgebiet des Langschwanzgoral. Im Cheonbuldong-Tal befindet sich die 19 m hohe Statue des Buddhas der Wiedervereinigung                                         |
| Stätten versteinerter Dinosaurier an der Südküste                                                                                         | Stätten versteinerter Dinosaurier an der Südküste                                                                                         | 2002 | N   | 1640 | |
| Salinen | Salinen | 2010 | K   | 5484 | Salinen von Sinan und Yeonggwang-gun |
| Antike Bergfestungen in Zentral-Korea | Antike Bergfestungen in Zentral-Korea | 2010 | K   | 5488 | umfasst sieben Bergfestungen in Zentral-Korea: Samnyeon Sanseong (bereits 1994 nominiert), Sangdang Sanseong, Mireuk Sanseong, Chungju Sanseong, Jangmi Sanseong, Deokju Sanseong und Ondal Sanseong |
| Upo-Feuchtgebiet | Upo-Feuchtgebiet | 2010 | N   | 5576 | |
| Stadtfestung und Ort Naganeupseong | Stadtfestung und Ort Naganeupseong (Lage)                                                                                                 | 2011 | K   | 5598 | Nagan-myeon (낙안면), Suncheon-si (순천시), Provinz Jeollanam-do (전라남도) |
| Das Dorf Oeam | Das Dorf Oeam | 2011 | K   | 5599 | Landgemeinde Songak-myeon (송악면), der Provinz Chungcheongnam-do (충청남도), südlich des Stadtzentrums von Asan (아산시)                                                                            |
| Hauptstadt-Befestigungen von Hanyang: Hangyangdoseong Hauptstadtmauer, Bukhansanseong Bergfestung und Tangchundaeseong Verteidigungsmauer | Hauptstadt-Befestigungen von Hanyang: Hangyangdoseong Hauptstadtmauer, Bukhansanseong Bergfestung und Tangchundaeseong Verteidigungsmauer | 2012 | K   | 6652 | Seit 2023 umfasst der Vorschlag 25 Stätten der Stadtmauer von Seoul mit Toren, Türmen und Signalhügeln. Stätte ist für 2027 nominiert.                                                               |
| Stein-Buddhas und Pagoden des Hwasun-Unjusa-Tempels                                                                                       | Stein-Buddhas und Pagoden des Hwasun-Unjusa-Tempels                                                                                       | 2017 | K   | 6171 | 22 Steinpagoden und 101 steinerne Buddhastatuen des Unjusa-Tempels in Hwasun |
| | Archäologische Überreste der Hoeamsa-Tempelstätte in Yangju Stadt                                                                         | 2022 | K   | 6617 | Befindet sich in Yangju |
| Stätten der Kriegshauptstadt Busan | Stätten der Kriegshauptstadt Busan | 2023 | K   | 6668 | Teil des Vorschlags sind neun Stätten aus der Zeit des Koreakriegs. |
| | Getbol, Koreanisches Wattenmeer (Erweiterung)                                                                                             | 2023 | N   | 6667 | 3 weitere Getbols sind Teil der Erweiterung: Muan Getbol, Goheung Getbol und Yeosu Getbol. Stätte ist für 2026 nominiert.                                                                            |